# 綏建郡
綏建郡，南朝劉宋設置的郡。《宋書·州郡志》記載，宋元嘉十三年（436年）分南海郡置綏建郡，治新招（今廣東省廣寧縣南），下領新招縣（436年分四會縣置）、化蒙縣（436年分四會縣置）、懷集（436年分四會縣置）、四會縣（舊屬南海郡）、綏南縣（436年置，一度改隸臨賀郡）、永固縣（436年置，454年前移屬臨賀郡）、化注縣（436年置，454年前移屬臨賀郡）、宋昌縣（436年置，454年前移屬臨賀郡）、宋泰縣（436年置，454年前移屬臨賀郡）、文招縣（442年前屬蒼梧郡，464年後移屬晉康郡）。齊、梁、陳因之。隋朝開皇九年（589）平陳，廢綏建郡。

## 行政長官

### 劉宋綏建太守
- 劉勔，字伯猷，彭城郡彭城縣安上里人[1]。